# Bệnh mạch máu não tích tụ amyloid

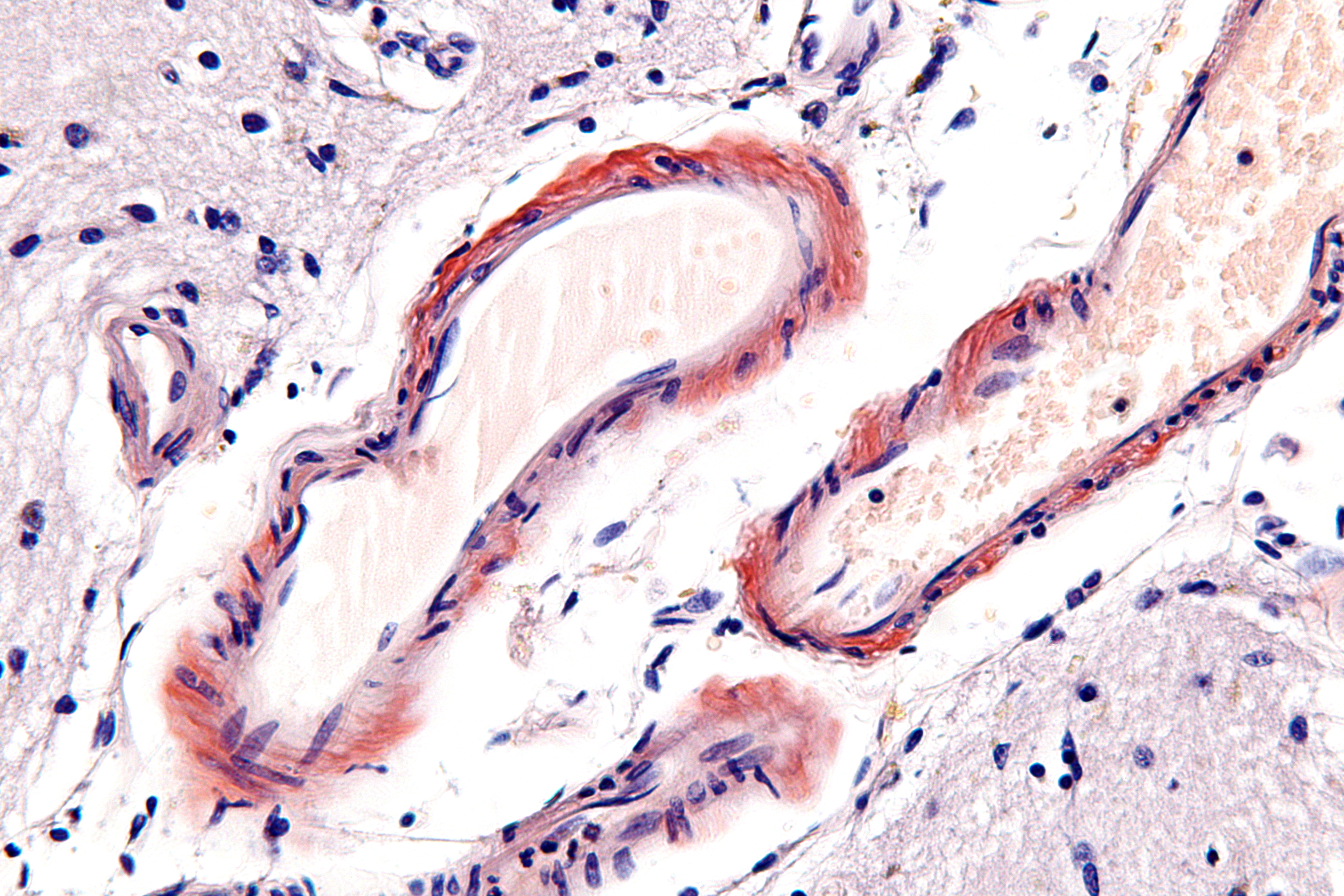
Ảnh vi mô của bệnh lý mạch máu amyloid não bằng cách sử dụng vết [http://bimetech.vn/cong-go-do.html công gô đỏ

Bệnh mạch máu não tích tụ amyloid (CAA), là một dạng bệnh lý mạch máu trong đó có tích tụ beta peptide amyloid trong các bức tường của các mạch máu nhỏ đến trung bình của hệ thống thần kinh trung ương và màng não mềm. Thuật ngữ congophilic được sử dụng vì sự hiện diện của các tập hợp bất thường của amyloid có thể được chứng minh bằng cách kiểm tra bằng kính hiển vi mô não sau khi sử dụng một vết bẩn đặc biệt gọi là màu đỏ Congo. Các vật liệu amyloid chỉ được tìm thấy trong não và do đó bệnh không liên quan đến các dạng bệnh thoái hóa tinh bột khác.

## Dấu hiệu và triệu chứng
Vì điều này có thể được gây ra bởi cùng một loại protein amyloid có liên quan đến chứng mất trí nhớ Alzheimer, chảy máu não  phổ biến hơn ở những người có chẩn đoán mắc bệnh Alzheimer. Tuy nhiên, chúng cũng có thể xảy ra ở những người không có tiền sử mắc chứng mất trí nhớ. Chảy máu trong não thường chỉ giới hạn ở một thùy cụ thể  và điều này hơi khác so với chảy máu não xảy ra do huyết áp cao (tăng huyết áp) - một nguyên nhân phổ biến hơn của đột quỵ xuất huyết (hoặc chảy máu trong não).

## Nguyên nhân

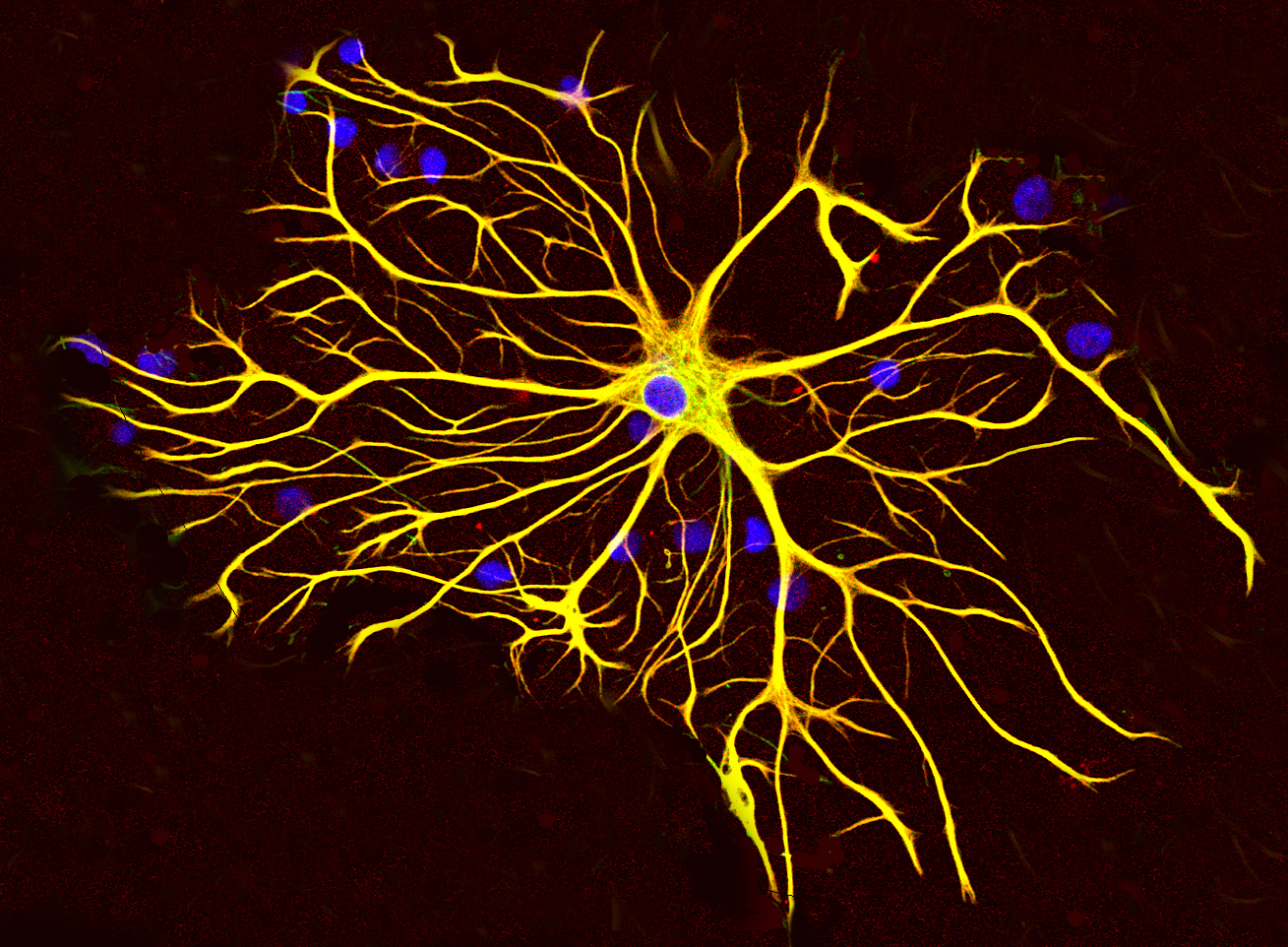
Tế bào chất

CAA đã được xác định là xảy ra hoặc lẻ tẻ (nói chung là ở dân số cao tuổi)  hoặc ở các dạng gia đình như Flemish, Iowa và các gia đình Hà Lan. Trong mọi trường hợp, nó được xác định bởi sự lắng đọng của Aư trong màng não mềm và thành mạch não. CAA xảy ra trong gia đình Flemish đã được quan sát thấy có liên quan đến các mảng lõi dày đặc quan sát được trong phả hệ này.